# Guerre de Parme
La guerre de Parme oppose en juin 1551 une alliance franco-parmesane à Charles Quint et aux États pontificaux.

## Les événements
Après l'assassinat de Pierre-Louis Farnèse, alors duc de Parme, les États pontificaux souhaitent récupérer le duché qui a été constitué pour ce condottiere, fils du pape Paul III. Le fils de Pierre-Louis, Octave, mais aussi gendre de  Charles Quint, prend possession du duché malgré l'opposition du pape et de son successeur Jules III attisant de nombreuses convoitises. Octave se rapproche d'Henri II qui s'oppose pour différentes raisons aux deux prétendants. Peu avant l'ouverture des travaux du concile, le pape Jules III s'engage, allié à l'empereur Charles-Quint, dans une guerre contre Parme, elle-même soutenue par la France. Un traité d'alliance est signé le 27 mai 1551 entre Octave Farnèse et le roi Henri II. Le roi se déclare protecteur de la maison Farnèse menacée par le pape et l'empereur et s'engage à fournir 2 000 fantassins, 200 chevau-légers et un subside annuel de 12 000 écus d'or. La maison Farnèse sort ainsi de l'orbite impériale et pontificale pour entrer dans celle française. Le pape déclare alors rebelle Octave et le déchoit de ses titres et du duché de Parme. Lest troupes pontificales vont alors envahir le duché de Castro qui avait été transmis à Horace Farnèse par son frère Octave après la mort de leur père.
Le gouverneur du Milanais, don Ferrante de Gonzague, occupe Brescello et Colorno en juin 1551 et se prépare au siège de Parme. Piero Strozzi et Cornelio Bentivoglio ont levé des troupes pour assurer la défense autour de Parme et de Mirandola. Orazio Farnese, frère d'Octave et duc de Castro, aidé des troupes françaises est battu à proximité de Mirandola, aussi Henri II ordonne-t-il au maréchal de Brissac d'envahir le Piémont. Paul de La Barthe de Thermes, après avoir quitté son ambassade auprès du Saint-Siège, retrouve son rôle de capitaine pour assurer la défense de Parme.
Cette manœuvre contraint Gonzague à alléger la pression sur le duché de Parme et Plaisance (septembre 1551) ce qui fait supporter le majeur poids de la guerre au pape. En 1551, Jules III envoie son neveu Gian Battista Del Monte assiéger Mirandola qui est tenue par une petite troupe française commandée par Louis Prévost de Sansac. Le siège se termine le vendredi saint de 1552 avec la mort de Del Monte.
Jules III cherche alors à se rapprocher de la France mais les négociations sont rompues en raison des excessives prétentions d'Henri II. Lorsque le pape s'aperçoit que l'empereur est en grave difficulté, les négociations reprennent et le 29 avril 1552, l'accord est trouvé. Il prévoit une trêve de deux ans permettant à Octave de trouver un accord avec le pape et la restitution du duché de Castro aux Farnèse. L'empereur dispose de 11 jours pour accepter l'accord ce qu'il fait le 10 mai. Horace Farnèse s'est marié en 1553 avec Diane de France, fille naturelle du roi Henri II.

## Annexe